# DFB-Hallenpokal der Frauen 2014

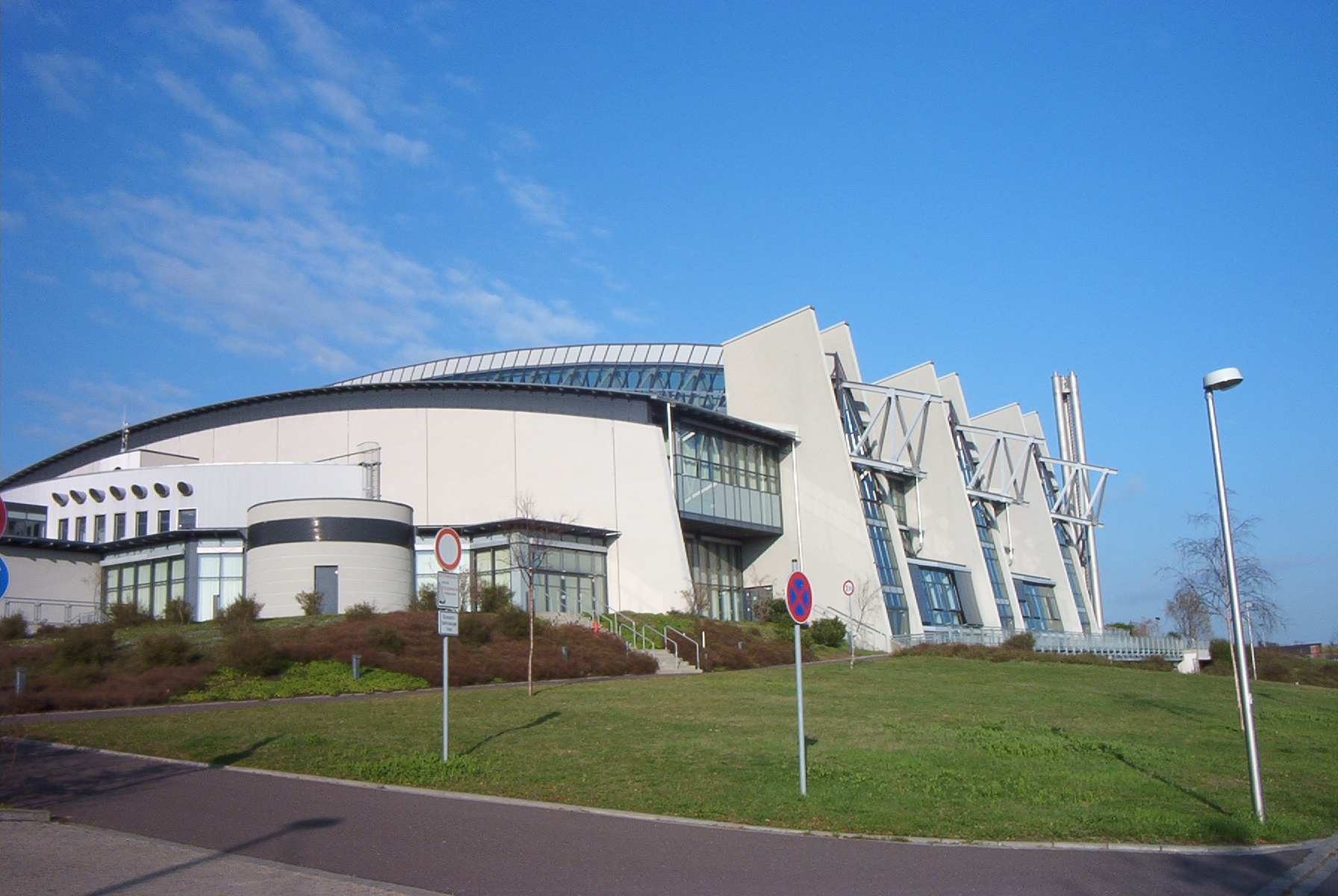
Die Bördelandhalle in Magdeburg

Der 20. DFB-Hallenpokal der Frauen wurde am 12. Januar 2014 in Magdeburg ausgetragen. Spielort war zum fünften Mal die GETEC Arena. Der 1. FFC Turbine Potsdam konnte durch einen 7:6-Finalsieg nach Neunmeterschießen über den 1. FFC Frankfurt seinen Titel aus dem Vorjahr verteidigen und wurde zum siebenten Mal Hallenpokalsieger.

## Modus
Am Turnier nahmen die zwölf Mannschaften der laufenden Bundesliga-Saison teil. Diese wurden auf drei Gruppen zu je vier Mannschaften verteilt. Innerhalb jeder Gruppe spielte jede Mannschaft einmal gegen jede andere. Die Spielzeit betrug 1 × 12 Minuten ohne Seitenwechsel. Für einen Sieg gab es drei Punkte, für ein Unentschieden einen Punkt. Bei Punktgleichheit nach den Gruppenspielen von zwei oder mehreren Mannschaften entschied zunächst die bessere Tordifferenz über die Platzierung, bei ebenfalls gleicher Tordifferenz die höhere Anzahl der erzielten Tore. Sollte dann immer noch keine Entscheidung gefallen sein, zählte das Ergebnis im direkten Vergleich. Letztes Kriterium wäre der Zeitpunkt des ersten Turniertores gewesen.
Die Gruppensieger, die Gruppenzweiten und die zwei punktbesten Gruppendritten erreichten das Viertelfinale. Stand es ab dem Viertelfinale nach regulärer Spielzeit unentschieden, folgte direkt ein Neunmeterschießen. Die unterlegenen Halbfinalisten belegten gemeinsam den dritten Platz.

## Spielplan

### Vorrunde

#### Gruppe A
| Pl.                     | Verein              | Sp. | S | U | N | Tore    | Diff. | Punkte |
| ----------------------- | ------------------- | --- | - | - | - | ------- | ----- | ------ |
| 1.                      | FF USV Jena         | 3   | 2 | 0 | 1 | 005:500 | ±0    | 06     |
| 2.                      | 1. FFC Frankfurt    | 3   | 1 | 2 | 0 | 007:400 | +3    | 05     |
| 3.                      | TSG 1899 Hoffenheim | 3   | 1 | 1 | 1 | 003:400 | −1    | 04     |
| 4.                      | BV Cloppenburg      | 3   | 0 | 1 | 2 | 002:400 | −2    | 01     |
| Stand: nach Turnierende |                     |     |   |   |   |         |       |        |

|                     | Ergebnis |                     |
| ------------------- | -------- | ------------------- |
| 1. FFC Frankfurt    | 4:1      | FF USV Jena         |
| BV Cloppenburg      | 0:1      | TSG 1899 Hoffenheim |
| TSG 1899 Hoffenheim | 2:2      | 1. FFC Frankfurt    |
| FF USV Jena         | 2:1      | BV Cloppenburg      |
| 1. FFC Frankfurt    | 1:1      | BV Cloppenburg      |
| TSG 1899 Hoffenheim | 0:2      | FF USV Jena         |

#### Gruppe B
| Pl.                     | Verein                 | Sp. | S | U | N | Tore    | Diff. | Punkte |
| ----------------------- | ---------------------- | --- | - | - | - | ------- | ----- | ------ |
| 1.                      | SGS Essen              | 3   | 3 | 0 | 0 | 009:300 | +6    | 09     |
| 2.                      | Bayer 04 Leverkusen    | 3   | 2 | 0 | 1 | 008:500 | +3    | 06     |
| 3.                      | 1. FFC Turbine Potsdam | 3   | 1 | 0 | 2 | 008:500 | +3    | 03     |
| 4.                      | VfL Sindelfingen       | 3   | 0 | 0 | 3 | 003:150 | −12   | 0      |
| Stand: nach Turnierende |                        |     |   |   |   |         |       |        |

|                        | Ergebnis |                        |
| ---------------------- | -------- | ---------------------- |
| 1. FFC Turbine Potsdam | 1:2      | SGS Essen              |
| VfL Sindelfingen       | 2:4      | Bayer 04 Leverkusen    |
| Bayer 04 Leverkusen    | 3:1      | 1. FFC Turbine Potsdam |
| SGS Essen              | 5:1      | VfL Sindelfingen       |
| 1. FFC Turbine Potsdam | 6:0      | VfL Sindelfingen       |
| Bayer 04 Leverkusen    | 1:2      | SGS Essen              |

#### Gruppe C
| Pl.                     | Verein            | Sp. | S | U | N | Tore    | Diff. | Punkte |
| ----------------------- | ----------------- | --- | - | - | - | ------- | ----- | ------ |
| 1.                      | VfL Wolfsburg     | 3   | 3 | 0 | 0 | 010:200 | +8    | 09     |
| 2.                      | FC Bayern München | 3   | 1 | 1 | 1 | 003:100 | +2    | 04     |
| 3.                      | MSV Duisburg      | 3   | 0 | 2 | 1 | 002:700 | −5    | 02     |
| 4.                      | SC Freiburg       | 3   | 0 | 1 | 2 | 004:900 | −5    | 01     |
| Stand: nach Turnierende |                   |     |   |   |   |         |       |        |

|                   | Ergebnis |                   |
| ----------------- | -------- | ----------------- |
| VfL Wolfsburg     | 5:0      | MSV Duisburg      |
| SC Freiburg       | 0:3      | FC Bayern München |
| FC Bayern München | 0:1      | VfL Wolfsburg     |
| MSV Duisburg      | 2:2      | SC Freiburg       |
| VfL Wolfsburg     | 4:2      | SC Freiburg       |
| FC Bayern München | 0:0      | MSV Duisburg      |

## Finalrunde

### Viertelfinale
|                  | Ergebnis        |                        |
| ---------------- | --------------- | ---------------------- |
| FF USV Jena      | 2:3             | 1. FFC Turbine Potsdam |
| VfL Wolfsburg    | 1:1 (3:4 n. N.) | Bayer 04 Leverkusen    |
| SGS Essen        | 0:1             | TSG 1899 Hoffenheim    |
| 1. FFC Frankfurt | 3:0             | FC Bayern München      |

### Halbfinale
|                        | Ergebnis |                     |
| ---------------------- | -------- | ------------------- |
| 1. FFC Turbine Potsdam | 4:3      | Bayer 04 Leverkusen |
| TSG 1899 Hoffenheim    | 0:2      | 1. FFC Frankfurt    |

### Finale
|                        | Ergebnis        |                  |
| ---------------------- | --------------- | ---------------- |
| 1. FFC Turbine Potsdam | 1:1 (7:6 n. N.) | 1. FFC Frankfurt |

## Auszeichnungen
Dzsenifer Marozsán vom 1. FFC Frankfurt wurde zur besten Spielerin gewählt. Beste Torfrau wurde Lisa Schmitz von Bayer 04 Leverkusen. Torschützenkönigin wurde Linda Dallmann von der SGS Essen mit vier Toren. Der Fair-Play-Preis ging an den BV Cloppenburg.